# Petrus Erici Steuchius
Petrus Erici Steuchius (uttalat ['stø:kɪɵs]), ursprungligen Stök, född 8 maj 1605 i Lerbo socken i Södermanland, död 16 december 1683 i Säbrå socken i Ångermanland, var en svensk kyrkoman. 

## Biografi
Steuchius blev 1624 student vid Uppsala universitet och 1629 prästvigd. Han promoverades 1632 till magister samt utnämndes 1633 till physices lector i Strängnäs, varefter han 1638 befordrades till teologie lektor och kyrkoherde i Fogdö. År 1644 utsåg drottning Kristina honom till hovpredikant och 1647 till förste superintendenten i Härnösands stift, över större delen av Norrland med tillhörande lappmarker. I detta ämbete arbetade han med stor energi. Han lärde sig bland annat finska och samiska för att själv kunna träda i beröring med befolkningen samt genomdrev inrättandet av flera folkskolor och även ett gymnasium och en trivialskola i Härnösand.  
Steuchius var drivande i häxprocessen i Härnösand och Säbrå 1674–1675. Under hösten förstnämnda år hade över tusen människor förhörts – av dessa var 365 barn. De som inte svarade som de skulle, fick tillbringa tid i "kistan" – en lokal under rådhuset med både arrest och tortyrkammare. Den 18 november 1674 avrättades åtta kvinnor, en månad senare ytterligare 30 personer, varav fyra män. Ryktet om de många avrättningarna av påstådda häxor nådde till slut huvudstaden som lyckades stoppa processerna året därpå. 

### Familj
Han var gift sig första gången 21 september 1635 med Brita Ilsbodina, dotter till kyrkoherden Mattias Ilsbodinius i Jäders församling. De fick tillsammans barnen Anna Steuchius (1636–1662) som var gift med kyrkoherden Olaus Graan i Piteå landsförsamling, Margareta Steuchius (född 1638) som var gift med kyrkoherden Jakob Holst i Brunflo församling, Brita Steuchius (1640–1664) som var gift med kyrkoherde Jakob Eurenius i Nora församling, Christina Steuchius (1642–1718) som var gift med kyrkoherden Nils Platin i Luleå församling och kyrkoherden Esaias Graan i Luleå församling, ärkebiskopen Mattias Steuchius (född 1644) i Uppsala stift som är stamfader för ätten Steuch, Johannes Steuchius (född 1646) och Petrus Steuchius (född 1648).
Steuchius gifte sig andra gången 1655 med Elisabeth Johansdotter Bruggman. Hon var änka efter guldsmeden Sven Trast.